# Мостовской (Тульская область)
Мостовской — поселок в Щёкинском районе Тульской области в составе Ломинцевского сельского поселения.

## География
Находится в центральной части Тульской области на расстоянии приблизительно 3 км на юго-восток по прямой от города Щёкино, административного центра района.

## История
Поселок был показан на карте 1988 года.

## Население
Постоянное население составляло 48 человек (русские 98 %) в 2002 году, 14 в 2010.